# علیرضا آرا
علیرضا آرا (زادهٔ ۱۳ دی ۱۳۵۴ در تهران) کارگردان و بازیگر سینما، تئاتر و تلویزیون است. علیرضا آرا، تحصیلات خود را در رشته مهندسی عمران به پایان رسانید و دوره بازیگری را در حوزه هنری گذراند. وی همسر شبنم مقدمی است.

## دیگر فعالیت‌های هنری
علیرضا آرا به غیر کارگردانی و بازیگری به عنوان طراح صحنه و دستیاری کارگردان نیز در سینما و تئاتر فعال بوده و گویندگی نیز انجام داده و مدتی یکی از گویندگان برنامه رادیو هفت شبکه آموزش بود.

## تلویزیون
| سال  | عنوان         | کارگردان                  | شبکه |
| ---- | ------------- | ------------------------- | ---- |
| ۱۴۰۲ | سریال شهباز   | حمیدرضا لوافی             | یک   |
| ۱۴۰۰ | خودخواسته     | علیرضا بذرافشان           | یک   |
| ۱۴۰۰ | افرا          | بهرنگ توفیقی              | یک   |
| ۱۳۹۹ | ازسرنوشت ۳    | سیدمحمدرضا خردمندان       | دو   |
| ۱۳۹۹ | زمین گرم      | سعید نعمت‌الله             | سه   |
| ۱۳۹۹ | دوپینگ        | رضا مقصودی                | سه   |
| ۱۳۹۸ | از سرنوشت ۲   | علیرضا بذرافشان           | دو   |
| ۱۳۹۸ | دلدار         | نوید محمودی، جمشید محمودی | دو   |
| ۱۳۹۶ | عقیق          | بهرنگ توفیقی              | سه   |
| ۱۳۹۶ | زیر پای مادر  | بهرنگ توفیقی              | یک   |
| ۱۳۹۴ | پشت بام تهران | بهرنگ توفیقی              | یک   |
| ۱۳۸۳ | چراغی در شب   | جواد ارشاد                | سه   |
| ۱۳۸۲ | باغچه مینو    | رضا صفدری                 | سه   |
| ۱۳۸۰ | باران عشق     | احمد امینی                | پنج  |
| ۱۳۸۰ | خانه آرزوها   | حسین سهیلی‌زاده            | دو   |
| ۱۳۷۹ | معجزه ازدواج  | علیرضا خمسه               | دو   |
| ۱۳۷۹ | روزهای مهتابی | سپهر محمدی                | پنج  |
| ۱۳۷۸ | کوی دامون     | عباس رنجبر                | یک   |
| ۱۳۷۷ | گمشده         | مسعود نوابی               | یک   |

## سینما
| سال  | عنوان           | کارگردان        |
| ---- | --------------- | --------------- |
| ۱۴۰۲ | نوروز           | سهیل موفق       |
| ۱۴۰۲ | باغ کیانوش      | رضا کشاورز حداد |
| ۱۴۰۲ | دو روی پاییز    | روناک طاهر      |
| ۱۳۹۸ | زنبور کارگر     | افشین صادقی     |
| ۱۳۹۸ | مردن در آب مطهر | نوید محمودی     |
| ۱۳۹۴ | یک روز طولانی   | بابک بهرام‌بیگی  |
| ۱۳۹۳ | ۳۶۰ درجه        | سام قریبیان     |